# Yi (provincie)

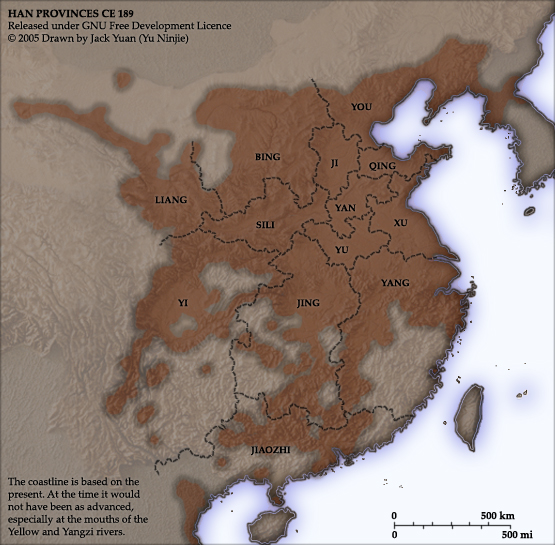
Provincie Yi in het westen van China

Yi is de naam van een voormalige provincie in China ten tijde van de Han-dynastie. De hoofdstad was Chengdu. Tegenwoordig heet het gebied Sichuan.
In de Periode van de Strijdende Staten omvatte de staat Shu de latere provincie. Tijdens de Han-dynastie werd het een provincie met de naam Yi. 

In de daaropvolgende Periode van Drie Koninkrijken werd Yi in 214 veroverd door de krijgsheer Liu Bei, en samen met de provincie Jing vormde Yi de basis van het Koninkrijk Shu.  